# Хімічний сад

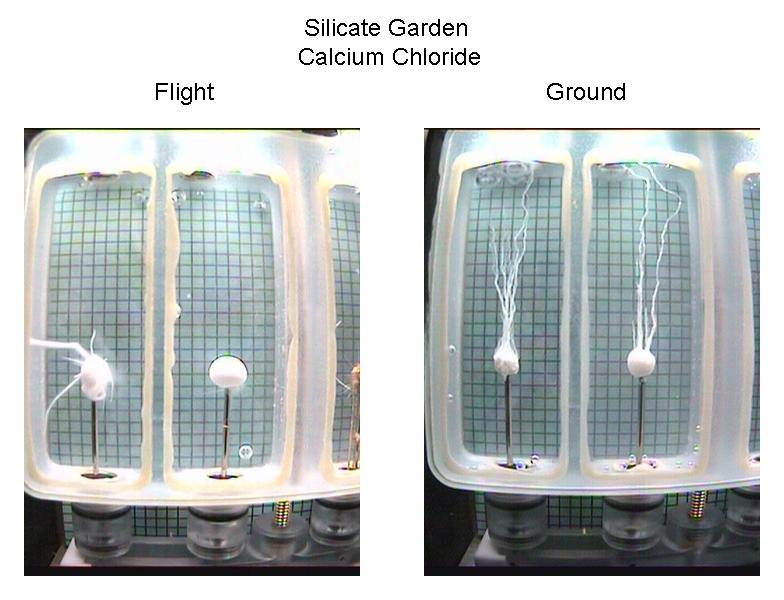
Порівняння хімічних садів, які вирощували науковці НАСА на Міжнародній космічній станції (зліва) та на Землі (справа)

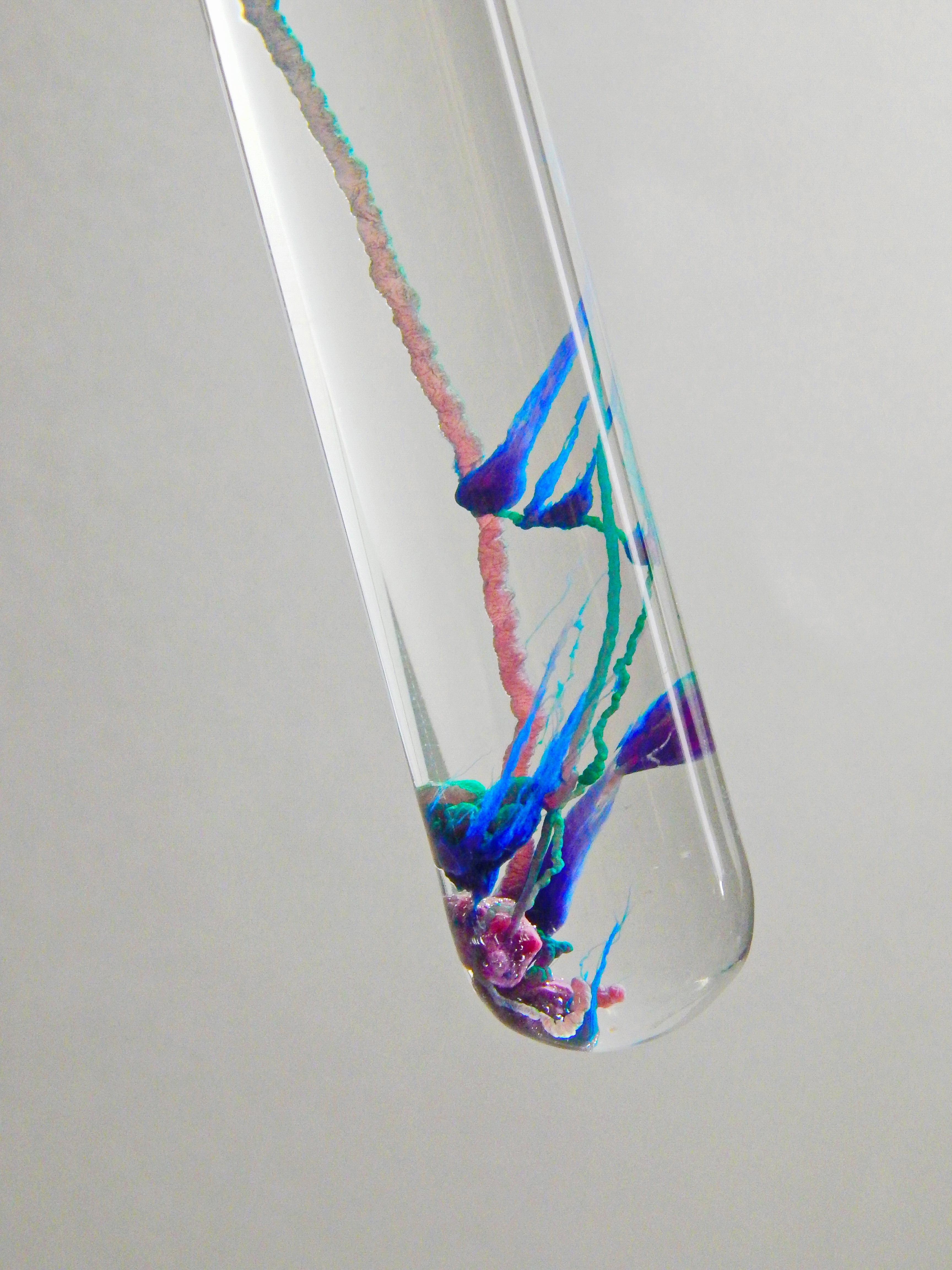
Хлорид кобальту(II)

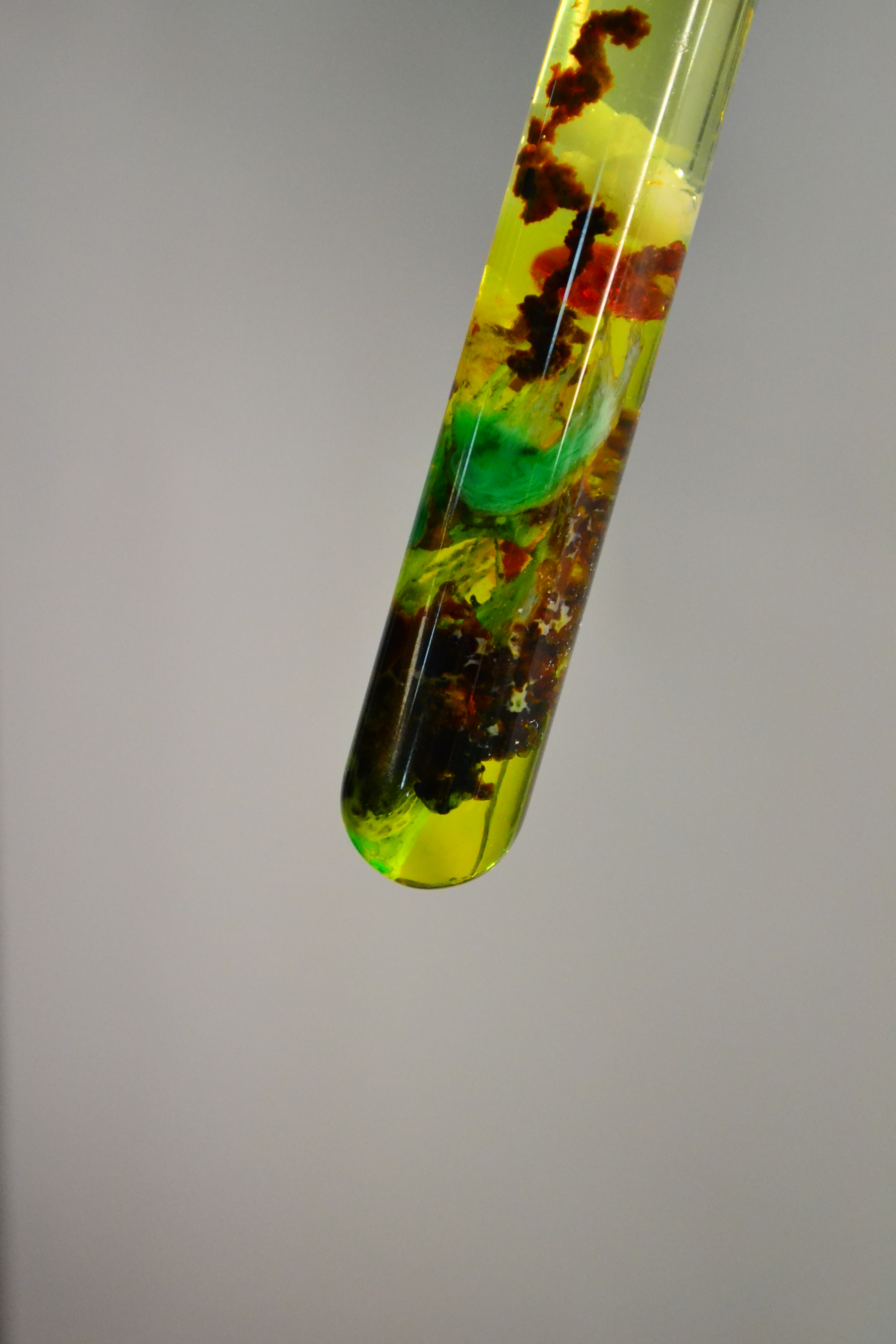
Хімічний сад

Хімічний сад (англ. Chemical garden)— це експеримент у хімії, який звичайно виконується шляхом додавання солей металів, таких як сульфат міді або хлорид кобальту(II) у водний розчин силікату натрію (інакше відомий як рідке скло). Це призводить до зростання схожих на рослини форм протягом декількох хвилин чи годин.

Хімічний сад вперше спостерігав і описав Йоганн Рудольф Глаубер в 1646 році. Первісний хімічний сад був наслідком введення кристалів хлориду заліза (FeCl2)  у розчин силікату калію (K2SiO3).

## Процес
Хімічний сад спирається на більшість на те, що більшість силікатів перехідних металів нерозчинні у воді і кольорові.
Металеві солі, такі як хлорид кобальту, у воді починають розчинятися, а потім утворюють нерозчинні силікати кобальту у подвійний реакції розкладання (аніонний метатезис). Цей силікат кобальту є напівпроникною мембраною. Оскільки іонна сила кобальтового розчину всередині мембрани вища, ніж розчину силікату натрію, який формує основну частину вмісту резервуара, осмотичні ефекти збільшують тиску всередині мембрани. Це призводить до розриву мембрани, утворюючи отвір. Катіони кобальту реагують з силікатними аніонами в цьому розриві, утворюючи нове тіло. Таким способом у резервуарі утворюються нарости; вони будуть кольоровими (в залежності від металу) і можуть виглядати як рослини.  Кристали, які утворюються з цього експерименту, будуть рости вгору, оскільки тиск на дні резервуара більший, ніж тиск ближче до його верхньої частини.
Висхідний напрямок росту залежить від того, чи густина рідини всередині напівпроникної мембрани нижча, ніж у навколишньому розчині рідкого скла. Якщо використовувати дуже густу рідину всередині мембрани, зростання йде вниз. Наприклад, свіжий зелений розчин сульфату або хлориду тривалентного хрому відмовляється кристалізуватися без повільної зміни у фіолетову форму, навіть якщо його варити, поки він не концентрується в схожу на дьоготь масу. Якщо цей дьоготь підвісити в розчині рідкого скла, він утворить схожу на гілочку  нарости, направлені вниз, тому що вся рідини всередині мембрани занадто щільна, щоб плавати, і тим самим чинити тиск вгору. Концентрація силікату натрію є важливою для швидкості зростання.
Після завершення зростання, розчин силікату натрію може бути видалений шляхом постійного додавання води в дуже повільному темпі. Це дозволить продовжити життя саду. В однієї конкретній експериментальній варіації змогли отримали одну трубу

## Використовувані солі
Солі, що зазвичай використовуються для створення хімічного саду:
- алюмо-калієвий галун: біла
- сульфат міді(II): синя
- хлорид хрому(III): зелена
- сульфат нікелю(II): зелена
- сульфат заліза(II): зелена
- хлорид заліза(III): помаранчева
- хлорид кобальту(II): фіолетова
- хлорид кальцію: біла
- сульфат цинку: біла

## Практичне використання
Хоча хімічний сад може здатися в першу чергу іграшкою, з його використанням досліджувались серйозні питання. Наприклад, цей хімічний експеримент пов'язаний з застиганням портландцементу, гідротермальними жерлами і корозією сталевих поверхонь, на яких формуються труби.
Характер зростання також є корисним для розуміння класів пов'язаної поведінки, яка спостерігаються в рідинах, розділених мембранами. Це також нагадує зростання шипів або кульок льоду на поверхні стоячої води при температурах замерзання, моделі зростання засихаючої гуми, яка тече з рани дерев, такої як сік евкаліпта, і формування розплавленим воском схожих на прутики  наростів.